# Hans Kronberger
Hans Kronberger (n. 9 mai 1951, Hall bei Admont⁠(d), Stiria, Austria – d. 14 iulie 2018, Viena, Austria) a fost un om politic austriac, membru al Parlamentului European în perioada 1999-2004 din partea Austriei.